# Zádor Anna-díj
A Zádor Anna-díj Zádor Anna Kossuth-díjas művészettörténész végakarata nyomán létrehozott tudományos elismerés. 1997 óta osztja ki a Zádor Anna Alapítvány ígéretes munkát végző fiatal művészettörténészeknek, építészettörténészeknek. 
A Zádor Anna Alapítványt a névadó végakaratának megfelelően Bibó István és Dornbach Alajos hozták létre. Az Alapítvány a díjjal „az építészettörténettel foglalkozó és munkájuk eredményét publikáló, 40 évnél fiatalabb szakemberek kitartó kutatómunkáját” ismeri el. A díjat jellemzően az Eötvös Loránd Tudományegyetem Művészettörténet Tanszékén adják át.

## Díjazottak
- 1997: Farbaky Péter
- 1998: Vadas Ferenc[3]
- 1999: Prakfalvi Endre
- 2000: Szentesi Edit és Mezey Alice[4]
- 2001: Váczi Piroska és Róka Enikő
- 2002: Gyetvainé Balogh Ágnes és Alföldy Gábor[5]
- 2004: Velladics Márta, Ritoók Pál, Papp Szilárd, Csáki Tamás
- 2005: Grászli Bernadett és Rostás Péter[6]
- 2006-2007: Jernyei Kiss János és Jékely Zsombor
- 2010: Fatsar Kristóf, Harmati Béla László, Lupescu Radu, Markója Csilla[7]
- 2012: Halmos Balázs, Havasi Krisztina[8]
- 2014: Terdik Szilveszter és Weisz Attila
- 2015: Orbán János és Rozsnyai József
- 2016-2017: Ecsedy Anna, Marótzy Katalin, Papp Gábor György, Tóth Áron[9]
- 2018-2019: Nagy Gergely Domonkos, Ziegler Bálint Ágnes, Kovács Klára
- 2020: Bara Júlia és Székely Miklós[10]
- 2021‒2022: Oszkó Ágnes Ivett és F. Dóczi Erika
- 2023: Kovács Dániel
- 2024: Brunner Attila